# 949 Hel
Hel (asteroide 949) é um asteroide da cintura principal com um diâmetro de 69,17 quilómetros, a 2,3985567 UA. Possui uma excentricidade de 0,1995443 e um período orbital de 1 894,58 dias (5,19 anos).
Hel tem uma velocidade orbital média de 17,20625721 km/s e uma inclinação de 10,69374º.
Esse asteroide foi descoberto em 11 de Março de 1921 por Max Wolf.